# 身請

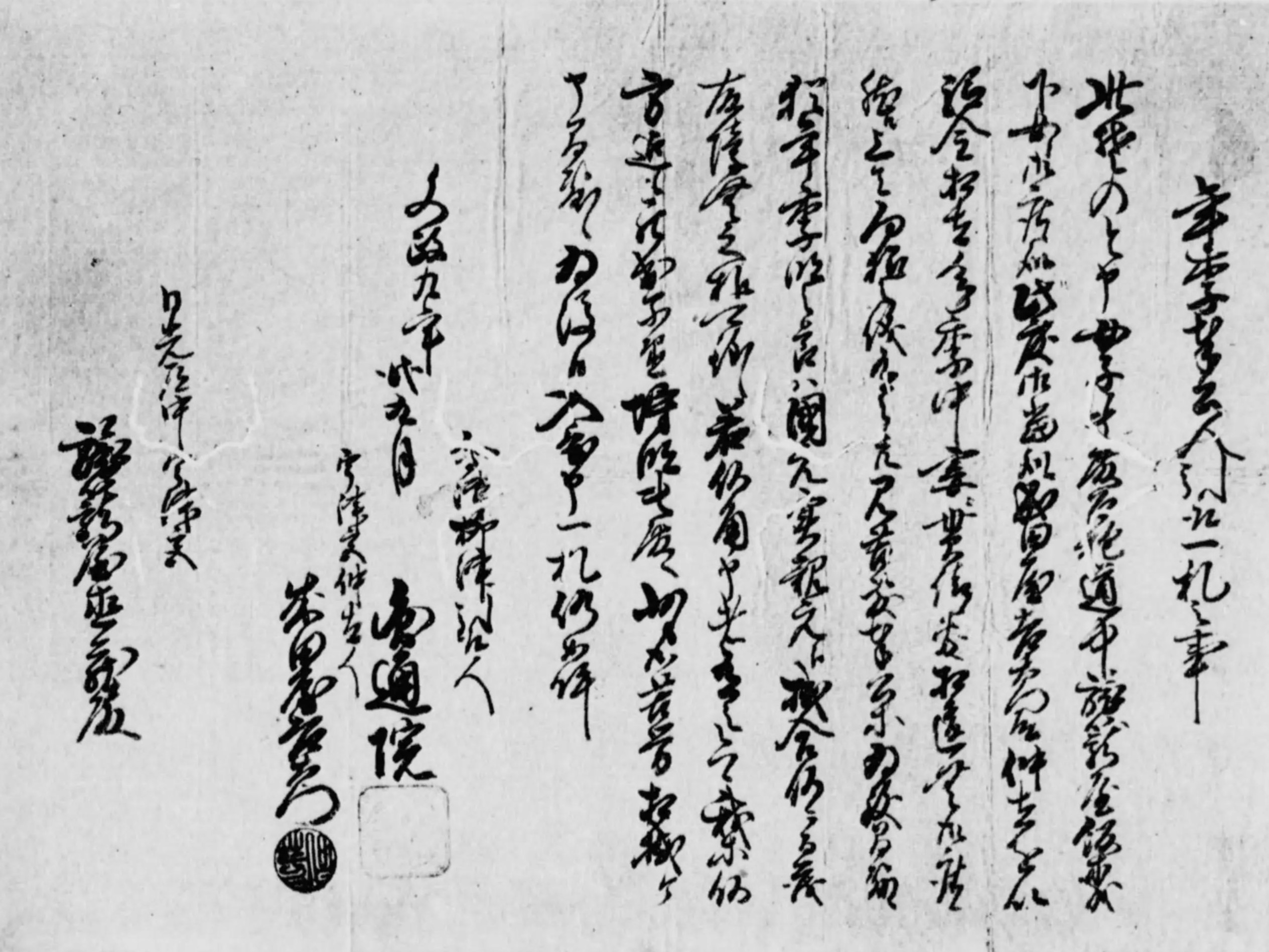
文政9年宇都宮宿「さの」身請証文

身請（みうけ）は、芸娼妓など年季奉公人の身の代金（前借り金）を支払い、約束の年季が明ける前に、稼業をやめさせることである。遊女を自分の妻または妾にしようとする者が費用を負担して行われる場合が多い。落籍（らくせき、年季明けも含む）、根引（ねびき）ともいい、特に客から雇い主に金を支払う場合を身請け（客引き）、客が本人の家族に金を渡し、家族から雇い主に支払う場合を身抜け（親引き）とも呼ぶ。

## 概要
江戸時代の遊女がその身分を離れるのには3つの場合があり、1つは年季明け、もう1つは死亡、最後の1つが身請である。大田南畝『金曽木』には、身請は客が亭主（楼主）に価を渡すもので、その時は家内の娼妓全員で大門口から見送るといい、身ぬ（抜）けは客が親に価を渡してさらに親から亭主に支払われるというもので、当時は後者の方が多く行われたという。
遊女の年季奉公証文には、「妻妾養女に望み申す者之れ有り候ハヾ、女子も得心の上、樽代金何様取申され、何方（いずかた）へ遣され候共、」という文言が含まれていたため、楼主は遊女の親権者の同意がなくとも身請契約を結ぶことができた。ただし楼主が遊女の身柄を差配できるのは年季中だけと考えられていたため、身請によって婚姻がなされた場合でも本来の年季が明けた後の進退は親権者が決定することを確認する文言が身請証文に含まれている例もある。一般には身請をしようという者が楼主に申し出、楼主が親元に異論がないことを確認した上で費用の支払いが行われることとなる。
身請の代金は実質的には身代金の意味を有するものではあるが、江戸幕府は公的には人身売買を禁じていたため、身売りの代金が年季奉公の「給金の前払い」とされたのと対応し、法的には「既払いの給金の返還の立替」として扱われることとなる。ただしこれには楼主の儲けが加算されるため、非常に高額となる場合があった。松葉屋半右衛門は瀬川の名を襲名した4人の遊女を、それぞれ1000両もの額で請出し1代のうちに莫大な利益を得たと言われ、大田南畝『俗耳鼓吹』には天明3年（1783年）に瀬川は1500両で請け出されたという噂が採録されている。このような高額は極端な例ではあるが、のちには500両という上限が設けられるようになり、その時期を関根金四郎は寛政年間としている。地方宿場の飯盛女の身請であっても明和4年（1767年）に50両の金額で身請した例が確認でき、飯盛女の年季奉公給金がせいぜい10両程度であることを考えると雇い主が大きな利幅を得ていたことがうかがわれる。なお楼主が受け取った身代金が親権者に分配されることはない。
『御前義経記』には手形を改めて無事身請が済むと公事宿で千秋万歳をうたう描写があるが、これは当時の身請が重大な取引の一貫として公事師の介在があったものとみられる。
親元から楼主に身代金を支払う身抜けの方法を採る場合、直接客が楼主と交渉する場合よりも身代金の額が少なく済んだ。また、親元から直接廓に入った者は身請が容易であったが、女衒を介した場合には費用の増大などにより身請が困難となったとも言われる。
遊郭を出るには当事者の金銭や証文の授受だけでなく、籍を除く事務手続も必要であり、楼主によって宿老殿（町役人）で判を捺し、月行事から札を取る手続を経なければ大門から遊郭を離れることが出来なかったことが近松門左衛門『冥途の飛脚』に見える。
身請された遊女が遊郭を去るときは、本人に奉仕していた禿や、同じ妓楼の遊女たちは総出で大門まで見送りに来るという。位の高い遊女の高額での身請の場合は豪華な宴席を催し、廓内はもちろん仲之町通りにまで赤飯・鰹節の祝儀を贈ったと言われる。大坂新町遊廓の天明年間の細見『みをつくし』には、「身請門出」として身請が決まった遊女が揚屋・茶屋・楼主の親類などに祝儀の酒・肴・絹織物などを贈り、家内一門一家が集まって料理と酒盛りを行い、揚屋から駕籠の迎えが来る場合もあるとされ、なじみの女郎らが集まり大門から見送る様が描写されている。しかし後には赤飯を振る舞う程度の場合や、挨拶すらなく出て行く者もあったとされる。
明治時代以降は貸借原簿を用いて身請の金額を算出するようになったため、江戸時代のように祝儀まで含めた莫大な額での身請は行われなくなった。

## 身請証文
身請の際には身請人が楼主に身請証文を差し出すこととなっていた。遊女の身請証文の実例はきわめて少ない。江戸吉原遊廓では元禄13年（1700年）三浦屋の薄雲（『花街漫録』）、寛保元年（1741年）三浦屋の高尾（山東京伝『高尾考』）の写しが知られ、関根金四郎は天和2年（1682年）ちとせ、元禄3年（1690年）初菊の身請証文の文言を紹介している。地方宿場の飯盛女の身請証文としては、文政9年（1826年）宇都宮宿「さの」身請証文を瀧川政次郎が、明和4年（1767年）の証文を児玉幸多が、嘉永3年（1850年）木崎宿「はま」、寛政7年（1795年）上州一ノ宮宿「こよ」の証文を五十嵐富夫が紹介している。
『花街漫録』所収元禄13年の薄雲身請証文を以下に引用する。
身代金は「樽代」、すなわち祝儀の酒代という名目で計上されている。身請された者が再度遊女として働くことを厳密に禁じる文言が含まれているが、瀧川政次郎によればこれは遊女として働かせたり、別の者により高額で身請させたりする目的での業者による身請を防止しようとしたものとされている。他方、石井良助は通常の婚姻の場合にも「遊女売女等は不及申、見苦敷奉公決て為致申間敷候」という同様の約定が結ばれていたと指摘している。このような文言は形式的なものとは考えられるが飯盛女の身請証文においても含まれている。また薄雲を離縁した場合には金100両と家屋敷を添えて隙を出すという不離縁の担保条項も含まれており、このような条項も江戸時代には婚姻に際し締結されることは珍しくなかった。
不離縁の担保と遊女労働の禁止条項は、以下の寛保元年、三浦屋の高尾の身請証文にも含まれている。これは高尾を久兵衛という町人が養女として身請することを内容としているが、実際には姫路藩主・榊原政岑が自身の妾とするために身請したものとされている。